# Melchior Zhang Kexing
Melchior Zhang Kexing (chiń. 張克興; pinyin Zhāng Kèxīng; ur. 6 stycznia 1914 w Xiwanzi, zm. 6 listopada 1988 w Xuanhua) – chiński duchowny katolicki, biskup Xiwanzi, więzień za wiarę.

## Biografia

### Młodość i prezbiteriat
Urodził się zamożnej rodzinie z Xiwanzi. W 1925 wstąpił do niższego seminarium w Xiwanzi, a w 1932 do wyższego seminarium w Datong. W 1933 wybrany przez wikariusza apostolskiego Xiwanzi bpa Leona-Jeana-Marii De Smedta CICM na studia na Papieskim Uniwersytecie Urbaniana w Rzymie. 18 marca 1939 w Wiecznym Mieście otrzymał święcenia prezbiteriatu i został kapłanem wikariatu apostolskiego Xiwanzi. Po święceniach powrócił do swojego wikariatu, gdzie pracował jako ksiądz i nauczyciel.
Po nastaniu rządów komunistów biskup Xiwanzi De Smedt chciał mianować swojego następcę na wypadek, gdyby nie mógł pełnić posługi biskupiej. Po konsultacjach z duchowieństwem diecezji postanowił przesłać do Watykanu kandydaturę ks. Zhanga. 3 listopada 1949 papież Pius XII mianował ks. Zhanga koadiutorem biskupa Xiwanzi i biskupem tytularnym clypijskim. Ks. Zhang był wówczas uwięziony w Zhangjiakou. W międzyczasie w diecezji nasiliła się kampania antyklerykalna władz. Księża byli aresztowani, a kościoły i katolickie misje charytatywne zamykane.

### Episkopat
W marcu 1951 ks. Zhang został zwolniony z więzienia. W kościele w Zhangjiakou w obecności kilku księży bp De Smedt poinformował ks. Zhanga o nominacji biskupiej. 24 maja 1951 przyjął sakrę biskupią z rąk biskupa Xiwanzi Leona-Jeana-Marii De Smedta. Kilka tygodni później bp De Smedt został aresztowany i 24 listopada 1951 zmarł. Po śmierci poprzednika bp Zhang został ordynariuszem.
Wkrótce komuniści aresztowali również bpa Zhanga, który został skazany na 10 lat obozu pracy przymusowej za sprzeciwienie się potrójnej autonomii kościołów, która wiązała się z zerwaniem więzi z Watykanem. W 1957 zwolniony warunkowo, ale za sprzeciw wobec tworzenia Patriotycznego Stowarzyszenia Katolików Chińskich ponownie aresztowany i w 1958 skazany na dożywocie. Powrócił do obozu pracy przymusowej, gdzie rozbijał skały. Ponadto poddawany był dodatkowym szykanom. W 1958 Patriotyczne Stowarzyszenie Katolików Chińskich na jego miejsce mianowało antybiskupa Xiwanzi.
W 1979, nadal będąc więźniem, przeniesiony został na stanowisko tłumacza w Baoding, co znacznie poprawiło jego warunki życia. W 1984 potajemnie udzielił sakry biskupiej ks. Andrzejowi Hao Jinli, który został jego koadiutorem. Zwolniony w lutym 1985, zamieszkał u swojej siostry w Xuanhua. Władze zabroniły mu spotykać się z katolikami i udzielać sakramentów. Był pod stałą kontrolą organów bezpieczeństwa. W 1987 zezwolono duchowieństwu i wiernym nawiązać kontakt z bp Zhangiem. We wrześniu 1987 lekarze zdiagnozowali u niego raka przełyku. W chorobie był wspierany przez wiernych, którzy go odwiedzali, a gdy potrzebował transfuzji krwi, ponad stu katolików zgłosiło się na ochotnika do jej oddania.
6 listopada 1988 zmarł. Kolejnego dnia przewieziono jego ciało do Xiwanzi, gdzie 9 listopada w obecności kilku tysięcy wiernych został pochowany.